# Patente de Tolerancia

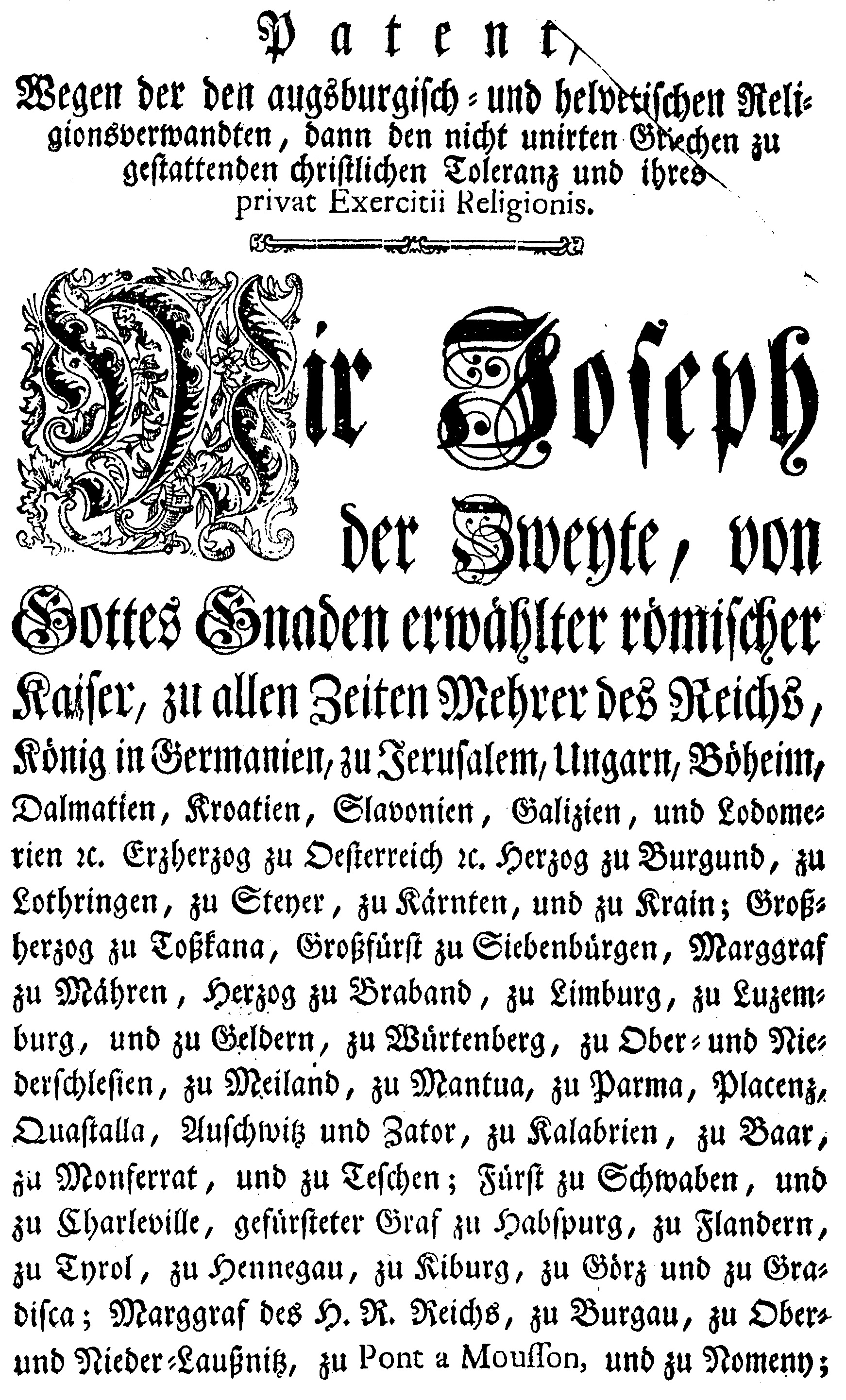
Portada del edicto.

La Patente de Tolerancia (en alemán: Toleranzpatent) fue un edicto de tolerancia emitido el 13 de octubre de 1781 por el emperador Habsburgo José II. Fue parte de las reformas josefinas y extendió la libertad religiosa a cristianos no católicos en las tierras de la Monarquía Habsburgo, incluyendo luteranos, calvinistas y ortodoxos. Específicamente, los miembros de estas minorías pudieron a partir de entonces celebrar «ceremonias religiosas privadas» en iglesias clandestinas.
Fue la primera vez tras la Contrarreforma que se admitía la práctica luterana y reformada en Austria. No obstante, dichas iglesias fueron fuertemente reguladas, quedando las ceremonias de boda reservadas para la Iglesia católica y manteniéndose la ilegalidad de los Hermanos Moravos . Como las iglesias articulares admitidas 100 años antes en Hungría, los protestantes sólo podían levantar «casas de oración» (Bethäuser) que no parecieran iglesias. En muchas áreas, especialmente en las «tierras hereditarias» de Alta Austria, Estiria y Carintia, las parroquias protestantes surgieron rápido debido a la tradición criptoprotestante preexistente.
La Patente fue seguida por un Edicto de Tolerancia para los judíos en 1782. El edicto permitió a los judíos dedicarse a todas las ramas del comercio pero les impuso nuevos impuestos. Además, se les obligó a crear escuelas en lengua alemana o enviar sus niños a escuelas cristianas (las escuelas judías previas enseñaban a los niños a leer y escribir en hebreo además de matemáticas). La patente también permitió a los judíos asistir a escuelas secundarias estatales. Una serie de leyes siguió al Edicto de Tolerancia aboliendo la autonomía de las comunidades judías, que anteriormente habían gozado de tribunales propios, un sistema de beneficencia interna, impuestos propios y su propio sistema escolar. Se les obligó a usar apellidos, se les incluyó en el reclutamiento militar y se exigió que los rabinos tuvieran formación laica.
La Patente de 1781 fue llamada el Regalo divino de libertades iguales pero el nombre fue cambiado por asesores del monarca. Las limitaciones en la construcción de iglesias fueron abolidas después de las revoluciones de 1848.[cita requerida] La Iglesia protestante no recibió un estado legal equivalente hasta que el emperador Francisco José I de Austria emitió la Protestantenpatent en 1861.